# Saint-Victor (Allier)
 Saint-Victor  es una población y comuna francesa, situada en la región de Auvernia, departamento de Allier, en el distrito de Montluçon y cantón de Montluçon-Nord-Est.

## Demografía
| 1085 | 1071 | 1047 | 1332 | 1752 | 1957 |
| Para los censos de 1962 a 1999 la población legal corresponde a la población sin duplicidades (Fuente: INSEE [Consultar]) |      |      |      |      |      |